# Desmopachria
Desmopachria är ett släkte av skalbaggar. Desmopachria ingår i familjen dykare.

## Dottertaxa tillDesmopachria, i alfabetisk ordning[1]
- Desmopachria aldessa
- Desmopachria amyae
- Desmopachria annae
- Desmopachria aphronoscelus
- Desmopachria aspera
- Desmopachria attenuata
- Desmopachria aurea
- Desmopachria balfourbrownei
- Desmopachria balionota
- Desmopachria basicollis
- Desmopachria bifasciata
- Desmopachria bolivari
- Desmopachria brevicollis
- Desmopachria bryanstonii
- Desmopachria cavia
- Desmopachria cenchramis
- Desmopachria challeti
- Desmopachria chei
- Desmopachria circularis
- Desmopachria concolor
- Desmopachria convexa
- Desmopachria darlingtoni
- Desmopachria decorosa
- Desmopachria defloccata
- Desmopachria dispar
- Desmopachria dispersa
- Desmopachria draco
- Desmopachria ferrugata
- Desmopachria flavida
- Desmopachria fossulata
- Desmopachria geijskesi
- Desmopachria glabella
- Desmopachria glabricula
- Desmopachria goias
- Desmopachria granoides
- Desmopachria granum
- Desmopachria grouvellei
- Desmopachria hylobates
- Desmopachria iridis
- Desmopachria isthmia
- Desmopachria laesslei
- Desmopachria laevis
- Desmopachria latissima
- Desmopachria leechi
- Desmopachria lewisi
- Desmopachria liosomata
- Desmopachria majuscula
- Desmopachria manus
- Desmopachria margarita
- Desmopachria mendozana
- Desmopachria mexicana
- Desmopachria minuta
- Desmopachria mutata
- Desmopachria mutchleri
- Desmopachria nigra
- Desmopachria nigrocapitata
- Desmopachria nitida
- Desmopachria nitidissima
- Desmopachria nitidoides
- Desmopachria novacula
- Desmopachria ovalis
- Desmopachria paradoxa
- Desmopachria phacoides
- Desmopachria pilosa
- Desmopachria pittieri
- Desmopachria portmanni
- Desmopachria psarammo
- Desmopachria pulvis
- Desmopachria punctatissima
- Desmopachria rhea
- Desmopachria ruginosa
- Desmopachria sanfilippoi
- Desmopachria seminola
- Desmopachria signata
- Desmopachria signatoides
- Desmopachria siolii
- Desmopachria sobrina
- Desmopachria speculum
- Desmopachria striga
- Desmopachria strigata
- Desmopachria striola
- Desmopachria subfasciata
- Desmopachria subnotata
- Desmopachria subtilis
- Desmopachria suturalis
- Desmopachria tambopatensis
- Desmopachria taniae
- Desmopachria tarda
- Desmopachria ubangoides
- Desmopachria varians
- Desmopachria variegata
- Desmopachria variolosa
- Desmopachria varzeana
- Desmopachria vicina
- Desmopachria volatidisca
- Desmopachria volvata
- Desmopachria youngi
- Desmopachria zelota
- Desmopachria zethus
- Desmopachria zimmermani